# Coppa Chiasso
La Coppa Chiasso fu il primo torneo calcistico disputato in Canton Ticino (Svizzera). Di essa vennero disputate tre edizioni, dal 1906 al 1908, l'ultima delle quali partorì il primo derby della storia tra Milan e Inter. Le due squadre milanesi, infatti, si trovarono di fronte in finale: vinsero 2-1 i rossoneri.
Ideatore della Coppa Chiasso fu la compagine cittadina, il Chiasso, con l'intento di propagandare uno sport che stava pian piano acquisendo popolarità. Per acquistare la Coppa fu indetta una colletta fra la popolazione che fruttò circa duecento franchi dell'epoca. Tutte le edizioni si disputarono al Campo del Gas, conosciuto anche come Campo della Giovannina.
Parte del regolamento del torneo prevedeva l'assegnazione definitiva del trofeo a chi lo avesse vinto per tre volte. Avendo il Milan vinto le prime tre edizioni, la competizione si concluse nel 1908.

## Albo d'oro
| Anno | Vincitore | Squadre iscritte |
| ---- | --------- | ---------------- |
| 1906 | Milan     | 3                |
| 1907 | Milan     | 4                |
| 1908 | Milan     | 6                |

## Prima edizione
La prima edizione si disputò domenica 14 ottobre 1906. Ogni squadra dovette pagare una tassa d'iscrizione pari a 11 franchi.
- Squadre partecipanti:

 Milan
 Ausonia
 Chiasso
- Formula: torneo all'italiana.
- Risultati:

 Chiasso -  Milan 1-5
 Chiasso -  Ausonia 0-4
 Milan -  Ausonia 5-1
- Classifica finale:

1.  Milan 4 punti
2.  Ausonia 2 punti
3.  Chiasso 0 punti

## Seconda edizione
La seconda edizione si disputò domenica 15 settembre 1907.
- Squadre partecipanti:

 Milan
 Ausonia
 Lugano
 Chiasso
- Formula: eliminazione diretta.
- Semifinali:

 Milan -  Ausonia 4-1
 Chiasso -  Lugano 2-2 (passa il Chiasso per rinuncia del Lugano).
- Finale:

 Milan -  Chiasso 4-0

## Terza edizione
La terza edizione si disputò domenica 18 ottobre 1908.
- Squadre partecipanti:

 Milan
 Inter
 Ausonia
 Lugano
 Circolo Juventus Bellinzona
 Chiasso
- Formula: eliminazione diretta. Turno eliminatorio e semifinale con due tempi da 20 minuti ciascuno, finale con due tempi da 25 minuti.
- Turno eliminatorio:

 Chiasso -  Lugano 0-0 (ripetizione: 1-0)
 Inter -  Ausonia 1-0
 Milan -  CJ Bellinzona 2-0
- Semifinale:

 Chiasso -  Milan 0-2 (Inter qualificata per sorteggio).
- Finale:

 Milan -  Inter 2-1

## Il tabellino del primo derby milanese
Non è sicuramente impresa facile risalire al primo storico tabellino del derby di Milano. Gli articoli dell'epoca sono scarni di dati.
Secondo il settimanale La Lettura Sportiva di Milano (numero 42 del 25 ottobre 1908) l'arbitro fu Meazza dell'US Milanese, mentre il punto dell'Inter fu segnato da Du Chêne De Vère. Citato tra gli interisti pure Schuler. Nessun accenno ai giocatori milanisti. Il primo tempo si sarebbe concluso col risultato di 2-0 per il Milan.
Il libro Chiassottanta, edito dal FC Chiasso nel 1985 per celebrare gli ottant'anni di vita del club, dedica all'avvenimento una pagina speciale nella quale sono riportate le presunte formazioni. Il Milan si schierò con: Radice; Glaser, Sala; Bianchi, Steltzer, Meschia; Lana, Mädler, Forlano, Leich, Colombo. L'Inter rispose con: Campelli, Fronte, Zoller, Yenni, Fossati, Stebler, Capra, Peyer, Peterly, Aebi, Schuler. Le reti milaniste sarebbero state segnate da Lana nel primo tempo e da Forlano nella ripresa, con Peyer a siglare il momentaneo pareggio interista ancor prima del riposo. Arbitro il bellinzonese Bollinger. Purtroppo il libro non riporta la fonte da cui sono state prese queste informazioni.
Nella pubblicazione di Enrico Tosi Milan-Inter, storia e gloria del derby di Milano, edito nel 1998, sono confermati la formazione e i marcatori del Milan. Non si fa alcun accenno alla formazione interista.
| Arbitro: | Bollinger |

|                                                                               |            |                                                                               |
| Lana Forlano                                                                  | Marcatori  | Payer                                                                         |
| Radice Glaser Sala Bianchi Steltzer Meschia Lana Mädler Forlano Laich Colombo | Formazioni | Campelli Fronte Zoller Yenni Fossati Stedler Capra Payer Peterly Aebi Schuler |
| Camperio                                                                      | Allenatori | Fossati                                                                       |